# Graffenrieda latifolia
Graffenrieda latifolia är en tvåhjärtbladig växtart som först beskrevs av Charles Victor Naudin, och fick sitt nu gällande namn av José Jéronimo Triana. Graffenrieda latifolia ingår i släktet Graffenrieda och familjen Melastomataceae. Utöver nominatformen finns också underarten G. l. meridensis.